# Порожненська сільська рада
Поро́жненська сільська рада (рос. Порожненский сельский совет) — сільське поселення у складі Шипуновського району Алтайського краю Росії.
Адміністративний центр — село Порожнє.

## Історія
2010 року ліквідована Баталовська сільська рада (село Баталово), територія увійшла до складу Порожненської сільської ради.

## Населення
Населення — 1150 осіб (2019; 1365 в 2010, 1553 у 2002).

## Склад
До складу сільської ради входять:
| Населений пункт    | Населення, осіб (2002) | Населення, осіб (2010) |
| ------------------ | ---------------------- | ---------------------- |
| Артамоново, селище | 146                    | 137                    |
| Баталово, село     | 556                    | 395                    |
| Порожнє, село      | 851                    | 833                    |